# 市府転運站

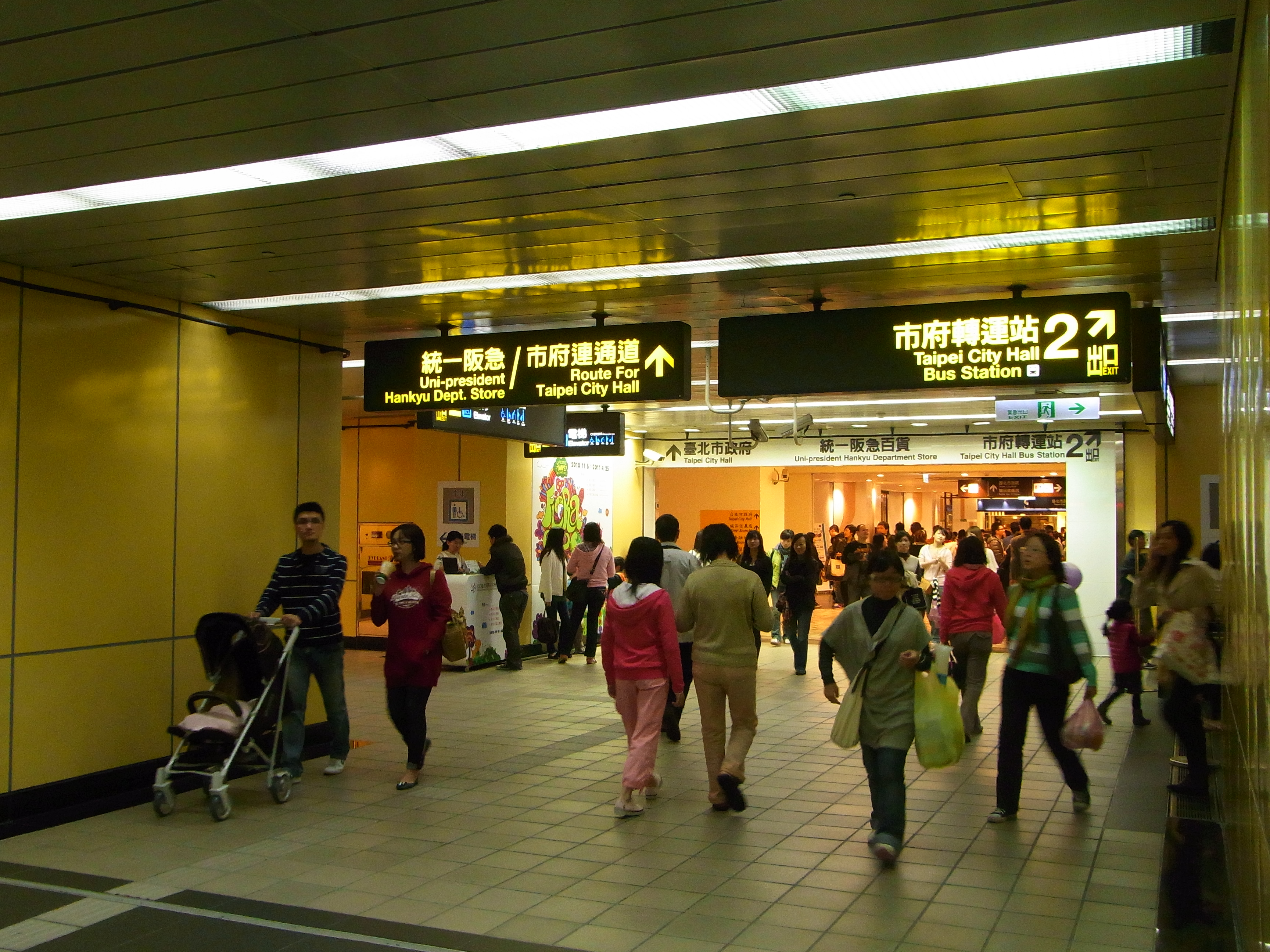
市府転運站と通ずる台北捷運市政府駅2号出口と
統一時代百貨台北店への連絡通路、駅改札への通路の交差点

市府転運站（しふてんうんたん、繁体字中国語: 市府轉運站、英語: Taipei City Hall Bus Staion）は台湾台北市信義区にある中長距離バスターミナルの名称。「市府」は「台北市政府」を意味し、バスの案内上は「市政府、台北市政府」と表記される場合もある。

## 概要
台北市の都市再開発地区である「信義計画区」内、台北市政府大楼北側、
忠孝東路と基隆路の南東角にある敷地面積16,280平方メートルの用地に統一企業およびその傘下の統一国際開発公司や統一超商（台湾セブンイレブン）、太子建設4社の子会社である「統一開発公司」が2004年の使用権獲得後50年間の開発・運営権を保有するBOT方式で建設された。
地下5階、地上31階建て、総床面積144,178平方メートルの超高層ビルの地上階にあるバスターミナルの他は統一時代百貨（元統一阪急百貨）とWホテル台北が進出している。バスターミナルは2010年8月5日に、統一阪急は同年10月7日に、Wホテル台北は2011年3月9日（プレオープンは3月4日）に開業した。台北捷運市政府駅や誠品書店信義店などが入居する統一国際ビル、市政府大楼とは地下道で直結している。

### 構成
- 公路客運：1Fバスターミナル、チケット売り場
  - 台北市政府観光伝播局旅遊服務中心（観光案内所）
  - セブンイレブン市政府店
  - 他飲食店、トイレ、コインロッカー
- 商業エリア：地下2F-地上7Fに統一時代百貨台北店(旧統一阪急百貨)
- ホテルエリア：8F-31FにW ホテル台北

## のりば

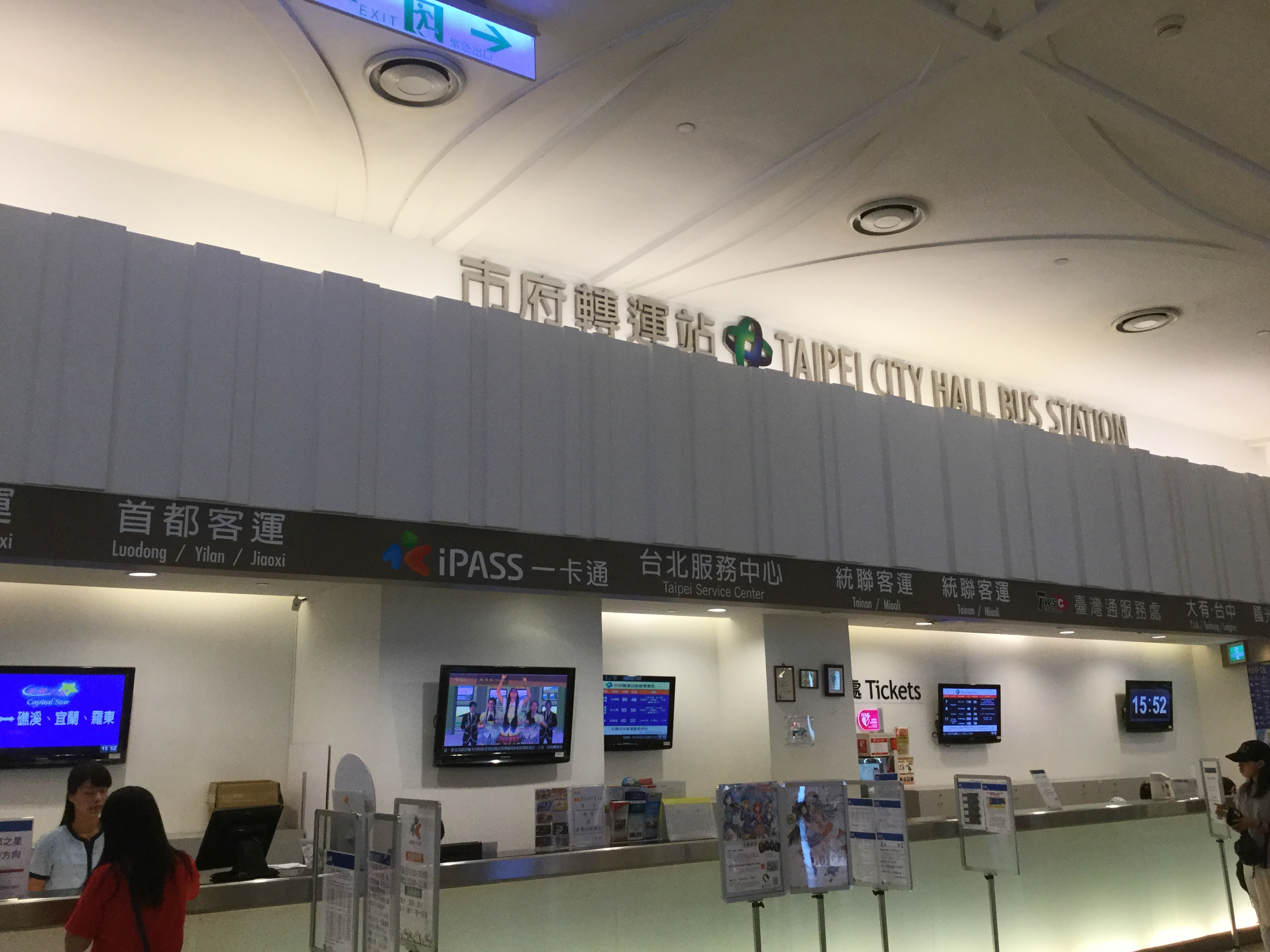
チケット売り場と一卡通客服中心（サービスセンター）

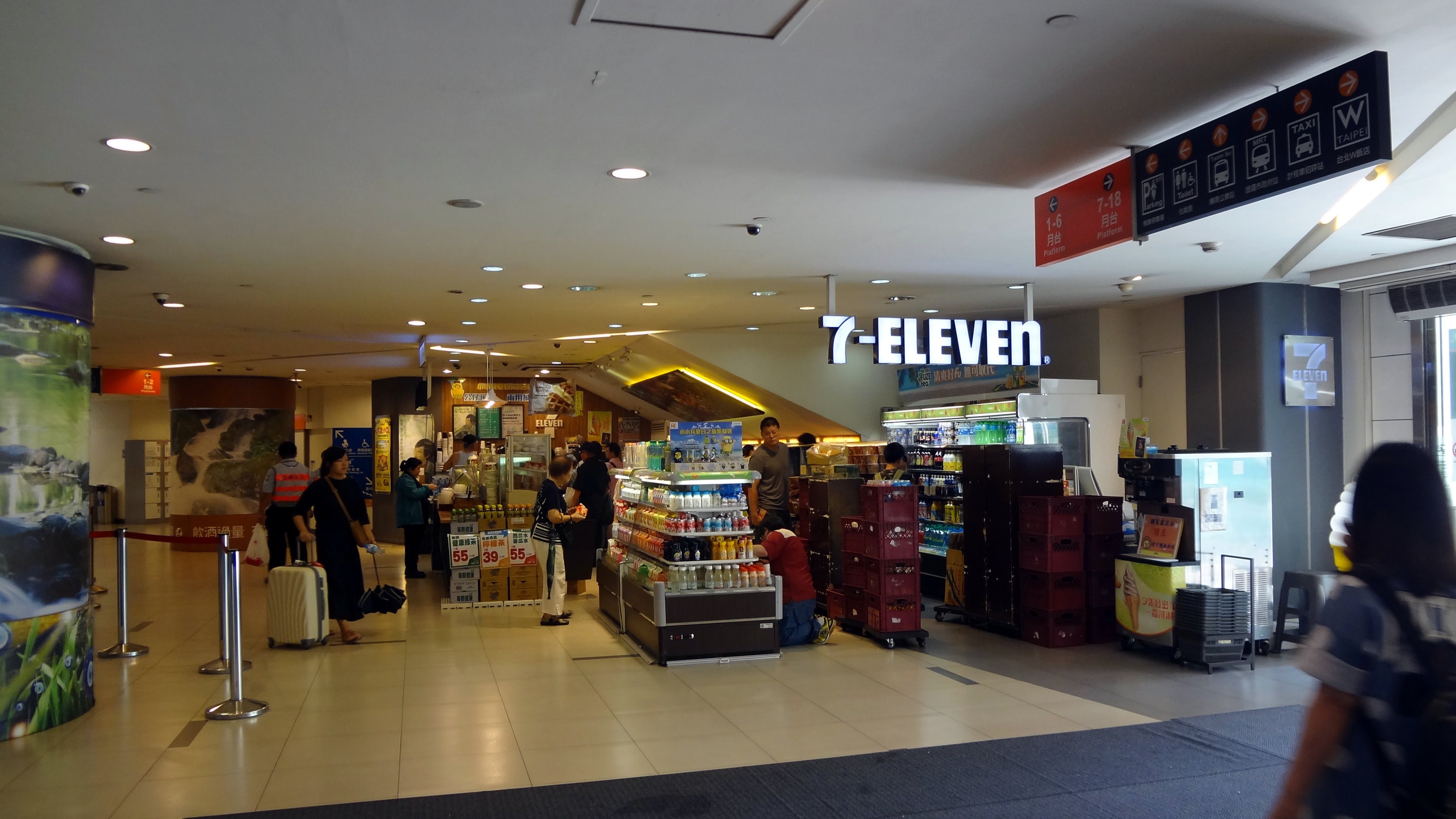
構内の7-11

基隆路の北行き車線から一方通行の出入用レーンがループ状に内部に伸びている。北側と南側にホームがあり、中央（東側）はチケット売り場やIC乗車カードのカスタマーサービスがある。
北側の捷運駅への連絡口にはコンビニもあり、飲食店やトイレ、待合室は各所に配置されている。
台北市市区公車（台北聯営公車）の路線は市政府駅 (台北市)#路線バスを参照。
| のりば | 事業者                        | 系統              | 区間 |
| ------ | ----------------------------- | ----------------- | --- |
| 1      | 中壢客運 指南客運             | 9009              | 台北 - 北二高 - 桃園                                                                                         |
| 2      | 三重客運 桃園客運             | 9005              | 桃園 - 中山高 - 台北市政府                                                                                   |
| 2      | 三重客運 桃園客運             | 9005A             | 桃園 - 永安路 - 中山高 - 台北市政府                                                                          |
| 3      | 三重客運                      | 1211              | 長庚大学 - 中山高 - 台北市政府                                                                               |
| 4      |                               |                   | |
| 5      | 国光客運 中壢客運 台聯客運    | 9001              | 台北 - 北二高 - 中壢                                                                                         |
| 6      | 福和客運                      | 1551              | 新店 - 中山高 - 基隆                                                                                         |
| 7      | 国光客運                      | 1815              | 台北 - 中山高 - 金山青年中心                                                                                 |
| 8      | 国光客運                      | 1800              | 中崙 - 中山高 - 基隆                                                                                         |
| 9      | 大都会客運 (基隆市快捷公車)   | 2088 (乗車)       | 市府轉運站→環東大道→潭美公園→→基隆女中→八斗子                                                                |
| 9      | 大都会客運 (基隆市快捷公車)   | 2088 (乗車)       | 市府轉運站→環東大道→潭美公園→→基隆女中                                                                       |
| 10     | 統聯客運                      | 1612              | 台北 - 捷運景美站 - 新店站 - 三峡站（恩主公医院） - 北二高 - 中港転運站 - 北港路站 - 新営站 - 台南(兵配廠)站 |
| 10     | 統聯客運                      | 1626              | 苗栗市 — 苗栗公館 — 中山高 - 竹科 - 林口 — 内湖 - 市府転運站                                                 |
| 11     | 大有巴士 台中客運             | 1960              | 台北 - 中山高 - 台湾桃園国際空港(大有)                                                                       |
| 11     | 大有巴士 台中客運             | 9012              | 台北 - 新店 - 北二高 - 龍潭 - 台中 (大有巴士、台中客運共同運行）                                             |
| 12     | 首都客運 (首都之星)           | 1570              | 台北→北二高→北宜高→羅東（羅東駅） (羅東直達車)                                                               |
| 13     | 首都客運 (首都之星)           | 1570              | 台北→北二高→北宜高→羅東（羅東駅） (羅東直達車)                                                               |
| 14     | 首都客運 (首都之星)           | 1570              | 台北→北二高→北宜高→羅東（羅東駅） (羅東直達車)                                                               |
| 14     | 首都客運 (首都之星)           | 1571              | 台北→北二高→北宜高→宜蘭（宜蘭駅） (宜蘭直達車)                                                               |
| 15     | 首都客運 (首都之星)           | 1571              | 台北→北二高→北宜高→宜蘭（宜蘭駅） (宜蘭直達車)                                                               |
| 16     | 首都客運 (首都之星)           | 1572直達          | 台北→北二高→北宜高→礁溪 (礁渓直達車)                                                                         |
| 17     | 首都客運 (首都之星)           | 1572              | 台北→北二高→北宜高→礁渓→宜蘭→羅東 (全程車)                                                                   |
| 17     | 中興巴士                      | 2025              | 台北 - 中山高 - 瑞芳                                                                                         |
| 18     | 首都客運 (首都之星／首都通運) | 5500              | (台北)時報広場→市府転運站→→交大→清大→新竹転運站                                                              |
| 18     | 大都会客運 (基隆市快捷公車)   | 2088 (下車)       | 八斗子→市府転運站                                                                                            |
| 18     | 大都会客運 (基隆市快捷公車)   | 2088 (区間車下車) | 基隆女中→市府転運站                                                                                          |

### クレーン転落
2009年4月24日13時ごろ、中国広東からの観光客25名を乗せた観光バスが忠孝東路市政府駅付近を走行中、忠孝東路五段20巷（現22巷）から
松高路へ右折するときに被市府転運站屋上から転落したクレーンが直撃する事故があった。31F部分の工事現場で作業員が長さ31メートル、重さ2.7トンのクレーンを使用中に操作ミスと突風の襲来によりバランスを崩して落下、バス車体後部を直撃した。これにより最後尾付近の座席にいた中国籍の乗客2名が死亡、4名が負傷した。

### バス路線変更
市府転運站供用により周辺交通をスムーズにすべく、台北市政府公共運輸処は聯営公車で開業直前の6月より基隆路（南北方向）、松高路（東西方向）
を経由する11路線の停留所はそのままに信号機をバスの動きに連動したものへ改良し転運站に出入りする長距離バスとともに渋滞を起こさないよう配慮した。

### 連絡通路
- 1F連絡通路：2010年6月1日開通
- B2連絡通路：2010年8月2日開通。統一時代百貨フードコート、捷運市政府駅、誠品信義旗艦店、台北市政府を直結。